# Магнітський Сергій Леонідович

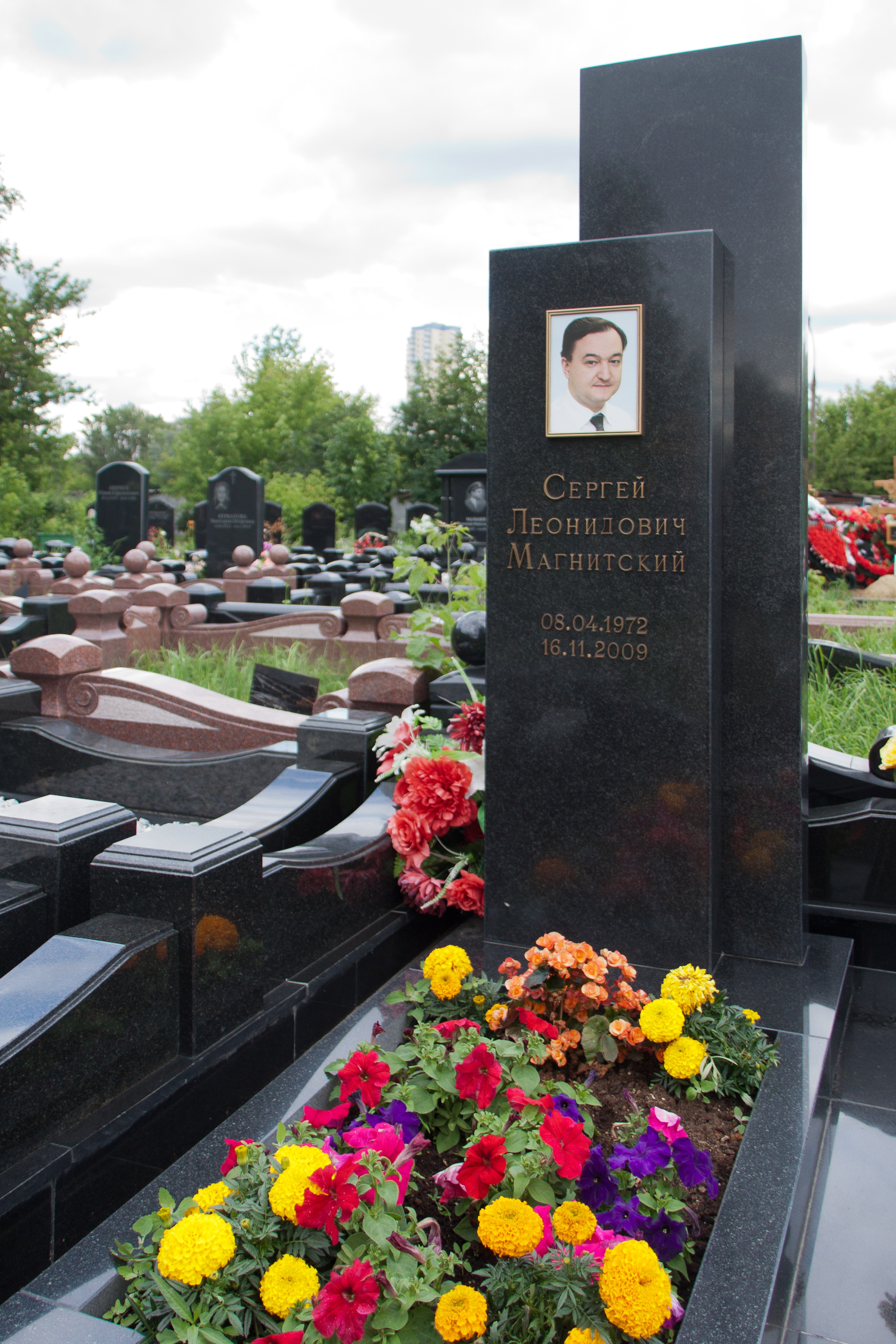
Місце поховання. Москва, Преображенське кладовище (діл. 13А)

Сергій Леонідович Магнітський (8 квітня 1972, Одеса, Українська РСР — 16 листопада 2009, Матроська тиша, Москва, Росія) — бухгалтер та аудитор, партнер британської юридичної фірми Firestone Duncan.
Громадянин РФ, проживав у Москві. Був одружений, мав двох дітей. Заявляв про існування схем для масштабних розкрадань бюджетних коштів через незаконне повернення податків, що організовані російськими чиновниками і силовиками. Звинувачувався у пособництві в ухиленні від сплати податків, у зв'язку з чим 2008 року був заарештований, при цьому у слідстві проти Магнітського брали участь особи, яких він до цього звинувачував.

## Життєпис
У 1995 році почав працювати аудитором британської консалтингової компанії Firestone Duncan, яку за два роки до цього заснували Джейміс Файерстоун (англ. Jamison Firestone) та Террі Данкан (англ. Terry Duncan). Фірма працювала в податковому консалтингу та аудиті.
24 листопада 2008 був заарештований, 16 листопада 2009 року Магнітський помер у лікарні СІЗО «Матроська тиша».

## Припущення щодо смерті
Як вважають колеги Магнітського і правозахисники, його цілеспрямовано довели до смерті умовами утримання і відмовою в медичній допомозі в помсту за те, що він розкрив злочинну схему, за допомогою якої співробітники МВС і чиновники відмивали мільярди рублів.
Смерть Магнітського в ізоляторі «Матроська тиша» в 2009 році викликала значний резонанс у суспільстві та призвела до серйозних політичних наслідків. Так, уряд США затвердив список російських чиновників, так званий «Список Магнітського», в якому перераховані 60 високопосадовців РФ, що мали стосунок до справи та загибелі Магнітського; пізніше подібну резолюцію ухвалив Європарламент і окремі країни.

## Міжнародні акції
У лютому 2013 року фінансові поліцейські шести країн ЄС — Кіпру, Естонії, Латвії, Литви, Австрії та Фінляндії — об'єднали зусилля для боротьби з відмивання коштів, виведених з Росії за схемою, викритою Сергієм Магнітським.

## Реакція в Росії
19 березня 2013 року Слідчий комітет Росії оголосив про закриття справи по факту смерті Сергія Магнітського. При цьому заявлено, що ніяких особливо тяжких умов для Магнітського не створювали, на нього не тиснули, його не били і не катували. Тобто, в смерті Магнітського ніхто не винен.

## Вшанування пам'яті
- За рік після смерті, 2010 року, Режисери Ганс Германс і Мартін Маат зняли документальний фільм про Сергія Магнітського «Справедливість для Сергія»[7]. Студія: ICU Documentaries, Нідерланди. Фільм був показаний 30 березня 2012 року в Петербурзі на кінофестивалі «Відкрий очі!»[8].
- Олена Греміна написала про Магнітського документальну п'єсу «Година Вісімнадцять», авторка використовувала для її створення щоденники та листи Магнітського. Режисер Михайло Угаров створив за п'єсою спектакль про останні хвилини життя Магнітського[9]; прем'єра відбулася в листопаді 2010 року в Москві[10][11].
- 2010 року міжнародна неурядова організація по боротьбі з корупцією Transparency International посмертно удостоїла С. Л. Магнітського нагороди «За честь і гідність».